# غل آي سامانجي
غُل آي سامانجي (بالتركية: Gülay Samancı)‏, (ولدت: 25 فبراير 1977, في مدينة درامن, النرويج) سياسية تركية. ونائبة سابقة في البرلمان التركي في دورته (24) ممثلة عن حزب العدالة والتنمية.